# Dan (grad)
 Denne artikel omhandler henholdsvis dan- og kyū-grader inden for japansk  kampsport. Opslagsordet har også en anden betydning, se Dan.
En dan er en grad inden for japansk kampsport, der ofte betegnes som en 'mestergrad'.

## Historie
I 1883 indførte ophavsmanden for dan-systemet, Jigoro Kano, i forbindelse med modernisering af kampdisciplinen ju-jutsu til judo. Den efterfølgende årrække indførte de øvrige moderne japanske kampdiscipliner ligeledes dan-systemet, hvilket for eksempel kan observeres inden for iaido, aikido, karate, kyudo og den moderne form for kendo. 
Lavere niveauer inden for dette gradueringssystem betegnes almindeligvis med kyū grad (elevgrader). Opfindelsen af kyu-systemmet stammer fra Japan, men paradoksalt er bæltefarver blevet indført i Japan fra Vesten. Der er delte meninger om, hvorfor kyu-dan systemet blev indført, men en af forklaringerne er, at systemet blev indført med henblik på graduering af det enkelte individ uafhængig af de øvrige udøvere i den pågældende klub.
Efter indførelsen af det moderne gradueringssystem kan der inden for visse kampdiscipliner visuelt identificeres, hvilken dan-grad den pågældende udøver holder. I judo eksisterer således det 'sorte bælte', der symboliserer, at udøveren holder dan-grad; mens eksempelvis inden for den moderne form for Kendo, eksisterer der ikke bælter, selvom der gradueres efter dan-systemet.

## Dan-grader
Dan-graden tildeles ofte en kamsportsudøver i forbindelse med en graduering (tildeling, prøve eller eksamen). Det japanske tegn (kanji) for dan, 段, betyder trin, trappe, niveau eller grad.
Det varierer hvor mange dan-grader, der eksisterer inden for de respektive stilarter, og historisk har antallet af dan-grader ændret antal siden den oprindelige indførelse. Denne ændring har både foregået i retning af stigning af antallet af dan-grader samt fjernelse af dan-grader. Endvidere kan der tildeles 'æres-dan-grader', hvilket vil sige, at udøveren eksempelvis kan blive tildelt en eller flere dan-grader.
Typisk findes der ti dan-grader.
1. Dan 初段 Shodan
2. Dan 弍段 Nidan (二段 bruges også)
3. Dan 参段 Sandan (三段 bruges også)
4. Dan 四段 Yondan
5. Dan 五段 Godan
6. Dan 六段 Rokudan
7. Dan 七段 Nanadan
8. Dan 八段 Hachidan
9. Dan 九段 Kudan
10. Dan 十段 Jūdan

## Kyū-grader
Kyū (級) stammer fra Japan, men de farvede bælter er en opfindelse fra Vesten. Kyū betegner kategorien 'elev' og tildeles ofte udøveren i forbindelse med en graduering. 
Kyū systemet varierer fra kampsportsdisciplin til kampsportsdisciplin. Nogle kampsportsdiscipliner benytter farvede dragter eller bælter, mens andre ikke har denne identificering. Inden for kyu-grader kan udøveren ligeledes springe i rækkefølgen i forbindelse med en graduering.
Kyū-grader findes typisk fra seks til ti grader - hvor der tæller 'nedad' mod det sorte bælte:

10. Kyū 十級 Jūkyū
9. Kyū 九級 Kukyū
8. Kyū 八級 Hachikyū
7. Kyū 七級 Nanakyū
6. Kyū 六級 Rokkyū
5. Kyū 五級 Gokyū
4. Kyū 四級 Yonkyū
3. Kyū 三級 Sankyū
2. Kyū 二級 Nikyū
1. Kyū 一級 Ikkyū